# Алеппо (провінція)
Провінція Алеппо (араб. مُحافظة حلب) — одна з 14 провінцій Сирії. Розташована на півночі країни. Поділяється на 11 районів.

## Географія та клімат
Провінція (мухафаза) розташована на плато Алеппо, північні та східні кордони мухафази збігаються з межами плато. На крайньому південному сході мухафази розташована північна частина Сирійської пустелі, на півдні — рівнини Хама, а на південному заході — рівнини Ідліб. На сході межує з мухафазою Ракка, на півдні з мухафазою Хама, на заході з мухафазою Ідліб, на півночі та північному заході з Туреччиною. З півночі на схід мухафазу перетинає річка Євфрат, на якій розташовано водосховище Ель-Асад.
Клімат Алеппо — напівпустельний. Гірські хребти, розташовані вздовж Середземного моря, здебільшого перешкоджають проникненню середземноморських повітряних мас. Середні температури: 18 — 20 º С, середня кількість опадів коливається від 450 мм в західній частині до 150 мм на південному сході провінції. Традиційно північний регіон — найродючіша та густонаселена частина Сирії.

## Населення
Алеппо — найнаселеніша провінція країни, населення становить майже 23% населення Сирії. Населення представлено переважно арабами. У північних округах проживають також курди та сирійські туркмени. У містах також проживають вірмени та сирійські християни.

## Адміністративний поділ
Провінція розділена на 11 районів:
1. Аазаз
2. Айн-ель-Араб
3. Алеппо
4. Афрін
5. Джарабулус
6. Джебель-Сем'ан
7. Дейр-Хафір
8. Ель-Баб
9. Ель-Атаріб
10. Манбідж
11. Сафіра